# ターニャ・ミハーイロヴァ
ターニャ・ミハーイロヴァ（エストニア語: Tanja Mihhailova、ロシア語: Та́ня Миха́йлова）、本名:タチヤーナ・ミハーイロヴァ（Tatjana Mihhailova、Татья́на Миха́йлова）は、エストニアの歌手である。民族的にはロシア人であり、1983年1月19日にロシア・ソビエト連邦社会主義共和国のカリーニングラードで生まれ、幼いうちにエストニアのコフトラ＝ヤルヴェに移住した。歌手として多数のバンドでの活動を経験し、2014年にはユーロビジョン・ソング・コンテスト2014のエストニア代表に選出された。

## 来歴
幼い頃より歌唱への関心が高く、エストニアやロシア、ウクライナなどで多くの音楽祭に出場した。1998年にはラトビア・ユールマラの音楽祭「Utrennaja zvezda」で優勝、2002年にはバルト諸国の歌唱コンテスト「Fizz superstar 2002」に出場する。
ミュージカル女優として「フェーム」、「蜘蛛女のキス」、「キャバレー」の主演を務めた。

### ナイトライト・デュオ
エストニアのプロデューサー、スヴェン・ロンホムスの下、歌手のリュ・ルミステ（Ly Lumiste）と「ナイトライト・デュオ」を結成し、『Jäljed liival』、『Miks ma ei suuda su maailma muuta』の2枚のアルバムを発表した。後者は「Aasta uustulnuk 2002」において年間最優秀アルバムに選出された。
ナイトライト・デュオは2度にわたって、ユーロビジョン・ソング・コンテストのエストニア代表選考に出場した。1回目は2002年で「Another Country Song」を歌って2位となった。翌2003年には「I can b the 1」で代表選考に再挑戦するが4位に終わった。両曲はいずれもスヴェン・ロンホムスの作曲であった。その後ルミステの妊娠に伴いバンドは2004年に解散した。

### Jz Belle
2005年、プロデューサーのティモ・ヴェント（Timo Vendt）とバンド「Jz Belle」を結成する。バンドは1両年の間に『Jz Belle』、『Teemant』の2枚のアルバムを発売した。
Jz Belleプロジェクト終了後、ティモ・ヴェントおよびカナダ人ギタリストのアレクサンドル・ピエール・フェデリチ（Alexandre Pier Federici）とバンド「Sunday Mood」を結成、2009年に英語のアルバム『Something more』を発売しバルト諸国で成功を収める。

### 2006年-2013年
2006年にミュージカル「フェーム」の主演を務め、ヴァネムイネ劇場での「Queen - The doors of Time」ではトニー・ヴィンセントやロルフ・ローサルとも共演した。雑誌PLAYBOYエストニア版の2007年12月号の表紙を飾り、写真が掲載される
歌唱コンテスト番組に多数挑戦しており、2011年の「ジャスト・ザ・トゥー・オブ・アス」のエストニア版「Laulud tähtedega」では2位、「Laulupealinn」でも2位となった。2012年11月には初のソロ・アルバム『Gemini』が発売される。収録曲はほぼすべて英語曲であり、ボーイフレンドのミック・サールとのデュエット曲のみがエストニア語である。

### ユーロビジョン・ソング・コンテスト2014
ユーロビジョン・ソング・コンテスト2014のエストニア代表選考であるエースティ・ラウル2014に挑戦して「Amazing」を歌い、3月1日の決勝は決選投票で視聴者票の53%を獲得して優勝、2014年5月にデンマークのコペンハーゲンで開催されるユーロビジョン2014のエストニア代表に選出された。